# Вернер V фон Цимерн
Вернер V фон Цимерн/ Вернер „Стари“ постумус фон Цимерн (на немски: Werner V von Zimmern; Werner der Ältere, posthumus; * ок. 1290; † 23 април 1384) е рицар, граф на Цимерн и господар на господството Мескирх.

## Биография
Той е син на граф Валтер IV фон Цимерн († сл. 30 август 1290) и съпругата му Анна фон Фалкенщайн, дъщеря на фрайхер Бертхолд фон Фалкенщайн-Рамщайн († сл. 1286) и Елизабет фон Фюрстенберг († сл. 1319). Внук е на Албрехт IV фон Цимерн († 1288/1289) и фон Волфах, дъщеря на Фридрих (Фрайен) фон Волфах. Правнук е на Вилхелм Вернер I фон Цимерн († 1234). Потомък е на граф Вилхелм I фон Цимерн († ок. 1041), първият известен господар и граф на Цимерн.
Роден е след смъртта на баща му. През 1319 г. Вернер V фон Цимерн се жени за Анна трухсес фон Рордорф (една странична линия на господарите фон Валдбург) и така става собственик на господството Мескирх, което е потвърдено чрез покупка през 1354 г.
Ок. 1400 г. синът му Йохан II фон Цимерн († 1441) построява стария дворец в Мескирх.
Вернер V фон Цимерн умира на 23 април 1384 г. на ок. 94 години и е погребан в Мескирх. Родът фон Цимерн е издигнат след 1538 г. на графове фон Цимерн и изчезва по мъжка линия през 1594 г.

## Фамилия
Първи брак: през 1319 г. с Анна фон Валдбург-Рордорф († 1350), дъщеря на трухсес Бертхолд фон Мескирх-Рордорф? († 1351/1352) и Елизабет фон Бодман († 1356/1360). Той получава господството Мескирх. Бракът е бездетен.
Втори брак: през 1353 г. с Бригита фон Гунделфинген († между 26 октомври 1400/22 април 1404, Зеедорф), дъщеря на Дегенхарт фон Гунделфинген († 1351/1352) и Анна фон Кирхберг († 1374/1394). Те имат четири деца:
- Йохан II фон Цимерн „Стари“ († 21 януари 1441), фрайхер и вер. граф на Цимерн, женен за Кунигунда фон Верденберг-Зарганс († 5 февруари 1431)
- Анна фон Цимерн († сл. 28 май 1388), омъжена пр. 1372 г. за Улрих II фон Шварценберг († 1406/1411)
- Георг фон Цимерн († сл. 1399)
- Рудолф фон Цимерн († сл. 1356)